# Rytigynia bagshawei
Rytigynia bagshawei är en måreväxtart som först beskrevs av Spencer Le Marchant Moore, och fick sitt nu gällande namn av Robyns. Rytigynia bagshawei ingår i släktet Rytigynia och familjen måreväxter.

## Underarter
Arten delas in i följande underarter:
- R. b. bagshawei
- R. b. lebrunii